# باب کریستو
رابرت جان کریستو (انگلیسی: Robert John Christo؛ ۱۹۳۸ – ۲۰ مارس ۲۰۱۱ (۷۲ سال)) معروف به باب کریستو هنرپیشه اهل کشور استرالیا بود که در فیلم‌های هندی بازی می‌کرد. وی بین سال‌های ۱۹۸۰ تا ۲۰۰۳ میلادی فعالیت می‌کرد و در این مدت در بیش از ۲۰۰ فیلم هندی بازی کرد. از فیلم‌هایی که وی در آن نقش داشته است می‌توان به آقای هند اشاره کرد.

## فیلم‌شناسی
فهرست برخی از فیلم‌هایی که باب کریستو در آن‌ها به ایفای نقش پرداخته است:
- آقای هند
- گمراه
- پیروزی
- جادوگر
- مسیر آتش
- یکسان
- راز: حقیقت پنهان
- الله رکا
- فرشته
- ببر بابلی
- غیرت
- گورو
- عبدالله
- آخرین دادگاه
- وحشت
- شهزاده
- من انتقام خواهم گرفت
- چه کسی عدالت را اجرا خواهد کرد؟
- قانون
- شراره
- جنگجو
- لباس خاکی
- توطئه
- آویناش
- مانور